# Eduardo Barreto
Luis Eduardo Barreto Ferreyra (Montevidéu, Uruguai, 1954 - 15 de dezembro de 2011) foi um quadrinista uruguaio que trabalhou durante vários anos para o mercado de quadrinhos dos Estados Unidos, especialmente para a editora DC Comics. Ganhou o Troféu HQ Mix de 1991 pela edição brasileira de sua graphic novel Lex Luthor - biografia não-autorizada (em coautoria com James D. Hudnall).